# 拉马 (上科西嘉省)
拉马（法語：Lama，法語發音：[lama]）是法国上科西嘉省的一个市镇，属于卡尔维区。

## 地理
拉马（42°34'36"N, 9°10'20"E）面积19.92 平方千米，位于法国上科西嘉省，该省份位于科西嘉北部，后者为地中海西部的一座岛屿，也是法国的一个单一领土集体，位于法国大陆部分的东南面，意大利半島的西面，最临近的地块是撒丁岛。
与拉马接壤的市镇（或旧市镇、城区）包括：诺韦拉、彼得拉尔巴、索里奥。

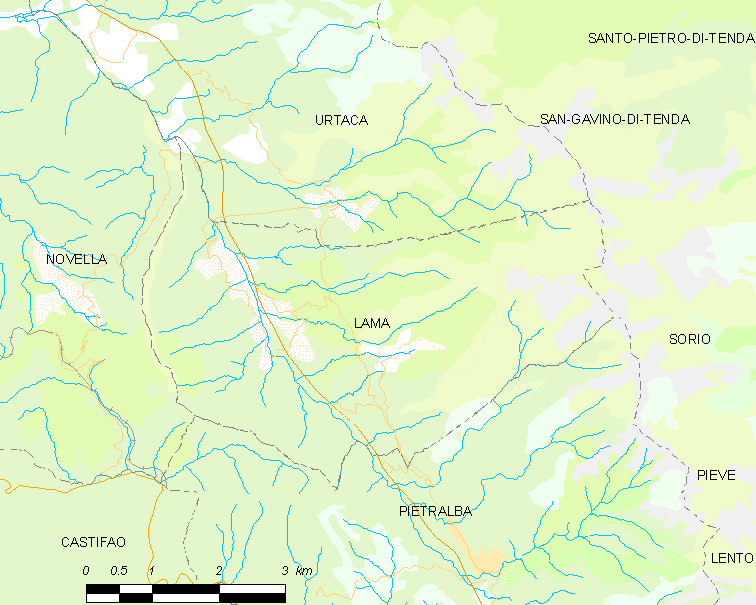
的OSM定位图

拉马的时区为UTC+01:00、UTC+02:00（夏令时）。

## 行政
拉马的邮政编码为20218，INSEE市镇编码为2B136。

## 政治
拉马所属的省级选区为利勒鲁斯县。

## 人口

1962-2008年间人口变化图示

拉马于2022年1月1日时的人口数量为152人。